# Бахмут Віталій Іванович
Бахмут Віталій Іванович — (2 січня 1945 смт. Любеч, Ріпкінського району Чернігівської області) — доктор технічних наук, професор, академік,

## Біографія
В 1963 році закінчив Любецьку середню школу із золотою медаллю.
З 1963 по 1969 рр. навчався на механіко-математичному факультеті Київського ордена Леніна державного університету ім. Т. Г. Шевченка.
З 1969 по 1971 рр. служив в Радянській Армії на посаді начальника зміни АСУ радіотехнічних військ ППО.
З 1972 по 1975 рр. — інженер, головний інженер, заступник начальника відділу КІП тресту «Енергокомплектавтоматика».
З 1975 по 1978 рр. — начальник відділу комплектації і кооперації тресту «Енергоавтоматика», «Союзенергоавтоматика».
З 1978 по 1985 рр. — заступник керуючого Всесоюзним промисловим трестом «Теплоенергообладнання», Головтеплоенергомонтажу Міненерго СРСР по матеріально-технічному забезпеченню і капітальному будівництву.
З 1985 по 1989 рр. — керівник групи радянських спеціалістів на АЕС в Чехословаччині.
З 1989 по 1993 рр. — заступник Генерального директора Всесоюзного об'єднання «Союзенергоавтоматика» по загальних питаннях і матеріально-технічному забезпеченню.
З 1993 по 2006 рр. Генеральний директор, Президент Російського науково-виробничого концерну «Росенергоавтоматика».
Віталій Іванович — Заслужений енергетик РФ, Заслужений гідробудівник, Заслужений енергетик СНД, Почесний машинобудівник.
Він нагороджений 6 орденами і 12 медалями СРСР та РФ, а також нагороджений орденами і медалями зарубіжних країн: Чехословаччини, України, Китаю.